# Jasienica (gmina)
Jasienica – gmina wiejska w województwie śląskim, w powiecie bielskim. W latach 1975–1998 gmina położona była w województwie bielskim. Gmina należy do euroregionu Śląsk Cieszyński. W aktualnej strukturze i na obecnym obszarze gmina funkcjonuje od roku 1991, kiedy to z jednej gminy powstały dwie odrębne wspólnoty samorządowe, tj. gmina Jasienica oraz gmina Jaworze.
Siedzibą gminy jest wieś Jasienica.
Według danych z 31 grudnia 2021 gminę zamieszkiwało 24 352 osób.
Gmina znajduje się w strefie obejmującej zurbanizowany obszar aglomeracji bielskiej i graniczy z jej śródmiejską częścią tj. miastem Bielsko-Biała.

## Demografia

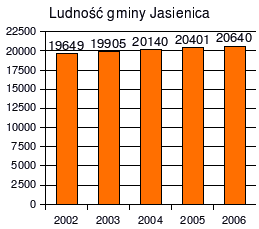
Ludność gminy Jasienica w latach 2002-2006

W 1910 roku obszar współczesnej gminy Jasienica stanowiło 13 ówczesnych gmin: Jasienica, Bielowicko, Grodziec, Iłownica, Landek, Łazy, Mazańcowice, Międzyrzecze Dolne, Międzyrzecze Górne, Roztropice, Rudzica, Świętoszówka (w jej granicach znajdowały się wówczas Biery) i Wieszczęta. Ich łączna powierzchnia wynosiła 9397 ha (93,97 km²) a liczba ludności 11392 (gęstość zaludnienia 121,2 os./km²) zamieszkałych w 1410 budynkach (średnio 8,1 osoby na 1 dom), z czego 11376 było zameldowanych na stałe, 9444 (83%) było polsko-, 1900 (16,7%) niemiecko-, 18 (0,2%) czeskojęzycznymi a 14 (0,1%) posługiwało się jeszcze innym językiem, 7647 (67,1%) było katolikami, 3651 (32%) ewangelikami, 73 (0,6%) wyznawcami judaizmu a 21 (0,2%) innej religii lub wyznania.
Od tamtej pory liczba ludności wzrosła prawie dwukrotnie i dalej systematycznie wzrasta (patrz: wykres) i aktualnie wynosi 24 352. Stanowi to 14,63% mieszkańców powiatu bielskiego.
| Opis                              | Ogółem | Ogółem | Kobiety | Kobiety | Mężczyźni | Mężczyźni |
| --------------------------------- | ------ | ------ | ------- | ------- | --------- | --------- |
| jednostka                         | osób   | %      | osób    | %       | osób      | %         |
| populacja                         | 24 352 | 100    | 12 380  | 50,84   | 11 972    | 49,16     |
| gęstość zaludnienia (mieszk./km²) | 265,52 | 265,52 | 134,98  | 134,98  | 130,54    | 130,54    |

Liczba ludności w wieku przedprodukcyjnym wynosiła w 2006 r. 4 673 (22,63%), produkcyjnym – 12 576 (60,91%), a poprodukcyjnym – 2 731 (13,23%). Na przestrzeni lat 1994–2006 zmniejszyła się grupa wiekowa dzieci i młodzieży, wzrosła natomiast grupa mieszkańców w wieku poprodukcyjnym.
W roku 2021 liczba urodzeń wyniosła 248, liczba zgonów – 293, a liczba zawartych związków – 222.

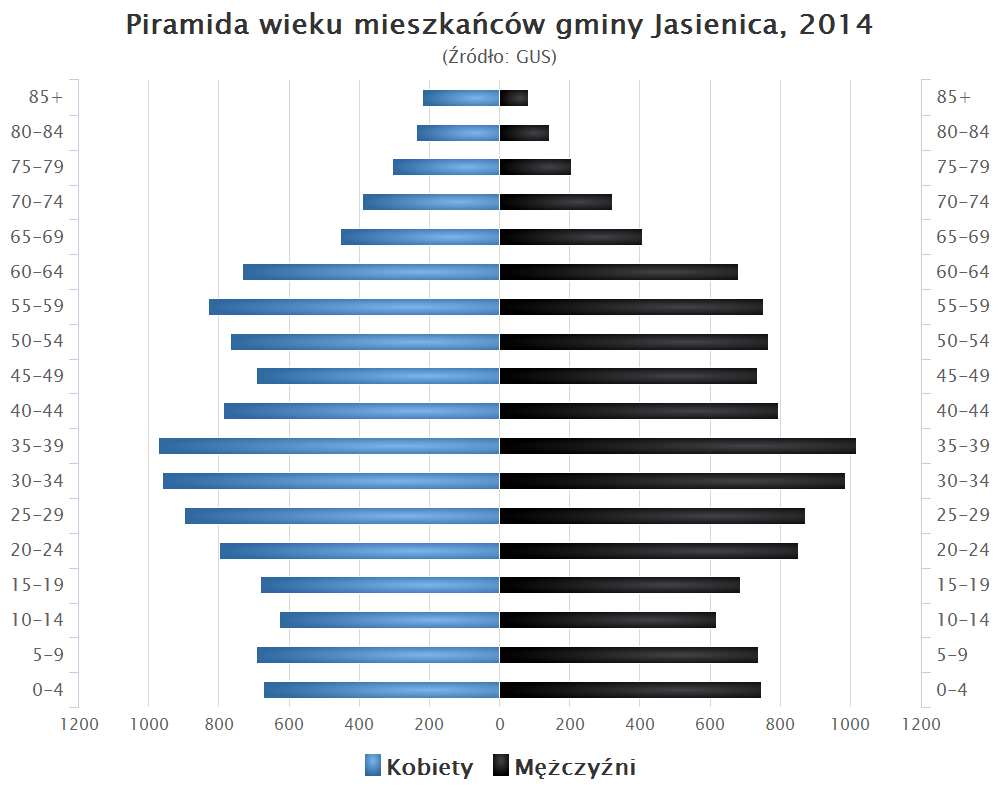
Piramida wieku mieszkańców gminy Jasienica w 2014 roku

## Struktura powierzchni
Gmina Jasienica ma obszar 91,714 km², w tym:
- użytki rolne: 60,41%
- użytki leśne: 16%

Gmina stanowi 20,03% powierzchni powiatu.

## Wspólnoty wyznaniowe
Gmina jest zróżnicowana pod względem wyznaniowym. Największą część wyznawców stanowią katolicy, którzy skupiają się w parafiach rzymskokatolickich głównie diecezji bielsko-żywieckiej, dekanatu Jasienica kolejno w: Bierach, Bielowicku, Grodźcu, Jasienicy, Mazańcowicach, Międzyrzeczu i Rudzicy, natomiast mieszkańcy Roztropic przynależą do parafii w Pierśćcu w gminie Skoczów. Kościoły katolickie znajdują się w Jasienicy, Bielowicku, Bierach, Grodźcu, Iłownicy (filiał parafii w Rudzicy), Łazach (filiał parafii w Bielowicku), Mazańcowicach, Międzyrzeczu, Rudzicy, Świętoszówce (filiał parafii w Grodźcu).
Znaczna część mieszkańców to ewangelicy skupieni w parafiach ewangelicko-augsburskich w Wieszczętach-Kowalach, Międzyrzeczu oraz Jaworzu (z filią w Jasienicy i Świętoszówce). Kościoły ewangelickie znajdują się w Międzyrzeczu, Wieszczętach i w Jasienicy; kaplice – w Świętoszówce i Mazańcowicach.
Około 200 mieszkańców należy do zborów Świadków Jehowy. Na terenie gminy mieszkają także członkowie Kościoła Adwentystów Dnia Siódmego, Kościoła Zielonoświątkowego oraz Kościoła Ewangelicko-Metodystycznego. 

## Miejscowości wchodzące w skład gminy

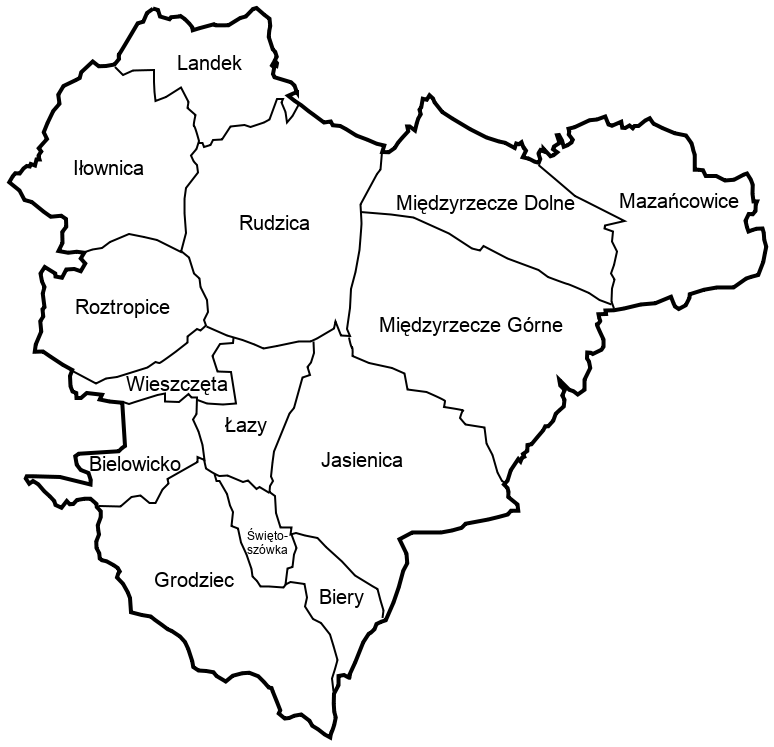
Sołectwa gminy

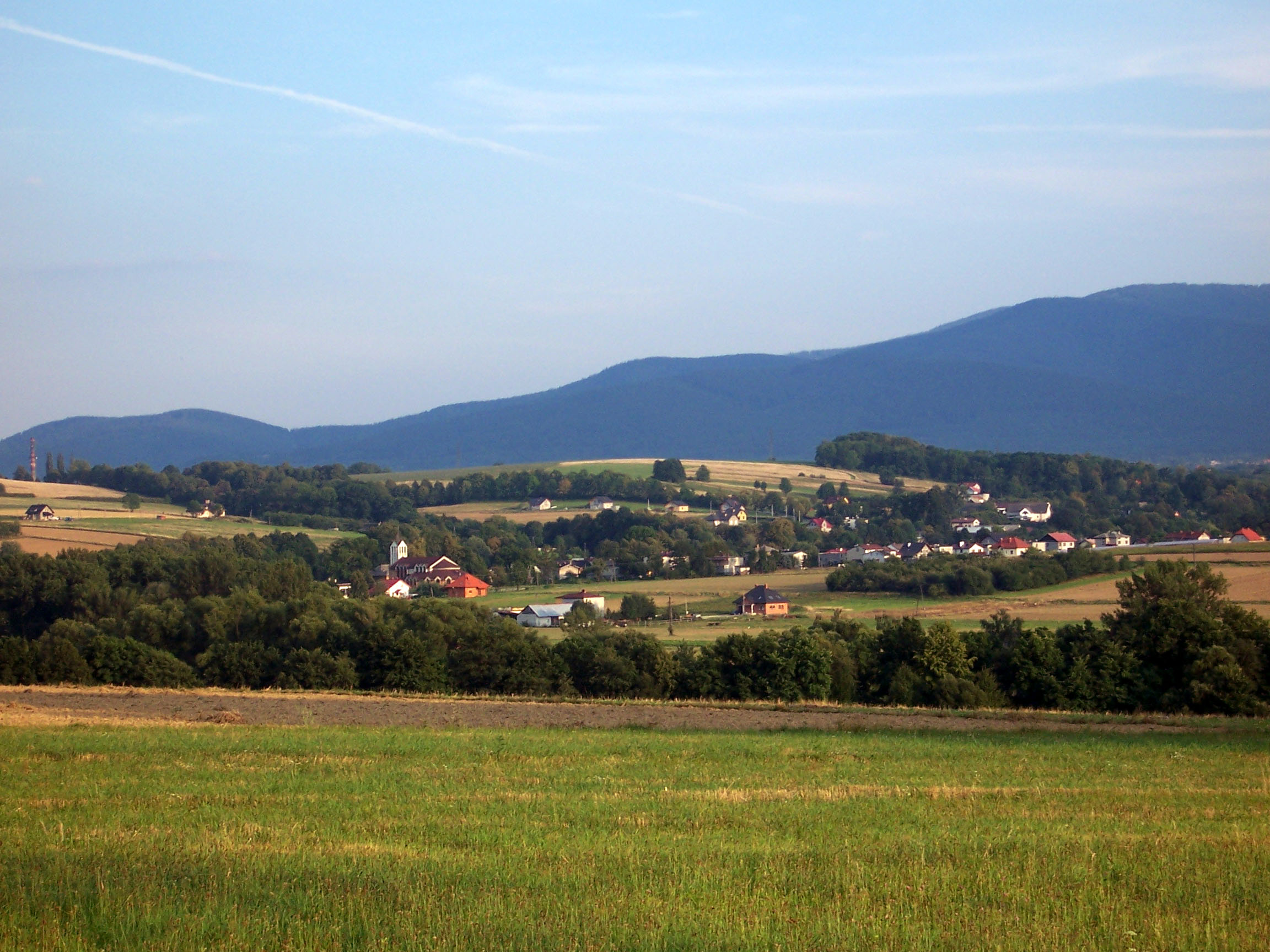
Widok na Międzyrzecze Górne

W skład Gminy Jasienica wchodzi 14 sołectw:
| Herb                      | Sołectwo                | TERYT   | Powierzchnia (w ha) | Ludność (2012-12-31) | Gęstość zaludnienia (os./km²) | Położenie |
| ------------------------- | ----------------------- | ------- | ------------------- | -------------------- | ----------------------------- | --------- |
| herb Jasienicy            | Jasienica (wieś gminna) | 0054674 | 1171,8              | 5119                 | 415,8                         |           |
| herb Mazańcowic           | Mazańcowice             | 0054898 | 818                 | 3524                 | 415,8                         |           |
| herb Rudzicy              | Rudzica                 | 0055142 | 1147,6              | 2852                 | 238,9                         |           |
| herb Międzyrzecza Górnego | Międzyrzecze Górne      | 0055030 | 1251,3              | 2489                 | 182,1                         |           |
| herb Międzyrzecza Dolnego | Międzyrzecze Dolne      | 0055018 | 780                 | 1102                 | 136                           |           |
| herb Bierów               | Biery                   | 0054438 | 216,4               | 1241                 | 569,8                         |           |
| herb Grodźca              | Grodziec                | 0054496 | 975                 | 1215                 | 119,3                         |           |
| herb Iłownicy             | Iłownica                | 0054600 | 777,5               | 1036                 | 132,6                         |           |
| herb Łazów                | Łazy                    | 0054852 | 349,1               | 850                  | 224,3                         |           |
| herb Roztropic            | Roztropice              | 0055076 | 576,1               | 743                  | 124,8                         |           |
| herb Bielowicka           | Bielowicko              | 0054390 | 311,6               | 625                  | 186                           |           |
| herb Świętoszówki         | Świętoszówka            | 0055248 | 150,6               | 622                  | 404,4                         |           |
| herb Landeka              | Landek                  | 0054792 | 447                 | 581                  | 122,8                         |           |
| herb Wieszcząt            | Wieszczęta              | 0055260 | 199,4               | 477                  | 244,2                         |           |

Poszczególne wsie są znacznie zróżnicowane pod względem liczebności mieszkańców (od 477 do 5119), powierzchni (od 1,506 km² do 12,513 km²) oraz ilości budynków mieszkalnych (od 132 do 1188).

## Sąsiednie gminy
Bielsko-Biała, Brenna, Chybie, Czechowice-Dziedzice, Jaworze, Skoczów